# Levern Spencer
Levern Spencer (Castries, 23 de juny de 1984) és una atleta de Saint Lucia de salt d'altura. És considerada la primera professional d'aquest esport, en la història del seu país,i en la seva carrera esportiva ha ostentat una medalla d'or als Jocs Panamericans.

## Trajectòria
Des de molt jove, Spencer ha tingut participació en diferents esdeveniments d'atletisme. En 2001, va prendre part dels jocs Carifta per a menors de vint anys, en el qual va ser primer lloc (1,19 m); i aquest mateix any, en el Campionat Juvenil d'Atletisme, desenvolupat a Debrecen, Hongria, va aconseguir el tercer lloc (1,81 m). Per 2002, va aconseguir el vuitè lloc en el Campionat Mundial Junior d'Atletisme (1,83 m).
L'any 2003, va representar al seu país als Jocs Panamericans, i va aconseguir un cinquè lloc (1,83 m). Va obtenir el mateix resultat en els Jocs de la Mancomunitat de 2006. L'any 2007, va acudir als Jocs Panamericans de Rio de Janeiro, i va conquistar medalla de bronze (1,87 m).
En campionats mundials, va participar per primera vegada en Hèlsinki 2005, en el qual no va passar l'etapa de classificació (1,84 m); a Osaka 2007, va acabar en el dècim cinquè lloc (1,90 m). A Berlín 2009, va ser desena tercera (1,89 m); en Daegu 2011, va acabar també desè tercera en la fase de classificació (1,92 m); en Moscou 2013 va obtenir el décimoprimer posat amb registre d'1,89 m,i en Pequín 2015 va ser desè segona amb marca d'1,88 m.
El seu més ressonant triomf ho va aconseguir en la seva quarta presentació als Jocs Panamericans, aquesta vegada realitzats en Toronto, quan es va agenciar la medalla d'or amb un salt d'1,94 m.
Spencer ha participat en tres Jocs Olímpics. No va aconseguir superar l'etapa de classificació en Pequín 2008 on va tenir una marca d'1,85 m; i en Londres 2012 on va registrar 1,90 m. No obstant això, als Jocs Olímpics de Rio de Janeiro 2016, en la qual va ser banderera de la delegació santalucense en la cerimònia d'obertura, va ser sisena amb una marca d'1,93 m. Aquest mateix any va acabar en la segona posició de la Lliga de Diamant en l'especialitat, i va aconseguir una victòria en la reunió de Xangai, la primera en la seva carrera en aquest esdeveniment.
D'altra banda, ha estat reconeguda com la millor esportista de l'any en diverses ocasions al seu país.

## Marques personals
| Prova                         | Marca  | Vent  | Lloc              | Data       |
| ----------------------------- | ------ | ----- | ----------------- | ---------- |
| Salt d'altura                 | 1,98 m |       | Athens (USA)      | 08/05/2010 |
| Salt de longitud              | 5,85 m | + 0,7 | Tallahassee (USA) | 07/05/2005 |
| Salt d'altura (pista coberta) | 1,92 m |       | Estocolm (SWE)    | 10/02/2010 |